# Litarcturus bicornis
Litarcturus bicornis là một loài chân đều trong họ Antarcturidae. Loài này được Kensley miêu tả khoa học năm 1984.